# Elitloppet 1969
Elitloppet 1969 var den 18:e upplagan av Elitloppet, som gick av stapeln söndagen den 25 maj 1969 på Solvalla i Stockholm. Finalen vanns av den amerikanska kanadensiskägda hästen Fresh Yankee, körd och tränad av Joe O'Brien.
Till 1969 års Elitlopp hade två helamerikanska ekipage lockats till Solvalla, Fresh Yankee med Joe O'Brien och Larengo Hanover med Delvin Miller. Även fjolårets vinnare Eileen Eden och Johannes Frömming deltog också, och tog sig till final, där hon galopperade i 200 meter, men inkom ändå på en fjärdeplats. Finalloppet vanns av Fresh Yankee på tiden 1.15,8.
Roquépine återkom och deltog för tredje gången efter att ha lämnat återbud året före. Hästen var dock inte i samma slag som tidigare, men lyckades ändå ta sig till final. I finalen saknades dock kraften och det slutade med en sistaplats. 
Även tröstloppet Elitloppet Consolation kördes detta år, för de hästar som deltagit i kvalheaten, men som inte lyckats kvala in till finalen.

## Upplägg och genomförande
Elitloppet är ett inbjudningslopp och varje år bjuds 16 hästar som utmärkt sig in till Elitloppet. Hästarna lottas in i två kvalheat, och de fyra bästa i varje försök går vidare till finalen som sker 2–3 timmar senare samma dag. Desto bättre placering i kvalheatet, desto tidigare får hästens tränare välja startspår inför finalen. Samtliga tre lopp travas sedan 1965 över sprinterdistansen 1 609 meter (engelska milen) med autostart (bilstart). I Elitloppet 1969 var förstapris i finalen 50 000 kronor, och 14 000 kronor i respektive kvalheat.

## Kvalheat 1[5]
| P   | S | Häst            | Kusk               | Tränare            | Land      | Odds   | Tid     |
| --- | - | --------------- | ------------------ | ------------------ | --------- | ------ | ------- |
| 1   | 5 | Eileen Eden     | Johannes Frömming  | Johannes Frömming  | Italien   | 3,06   | 1.16,8  |
| 2   | 4 | Roquépine       | Roger Baudron      | Henri Levesque     | Frankrike | 1,80   | 1.16,9  |
| 3   | 7 | Tony M.         | Léopold Verroken   | Léopold Verroken   | Frankrike | 15,60  | 1.17,1  |
| 4   | 9 | Larengo Hanover | Delvin Miller      | Delvin Miller      | USA       | 4,50   | 1.17,4  |
| 0   | 3 | Monolog         | Nils Sundin        | Nils Sundin        | Sverige   | 150,70 | 1.17,5  |
| 0   | 2 | Espri           | Karl-Gösta Fylking | Karl-Gösta Fylking | Sverige   | 78,80  | 1.20,1g |
| d   | 8 | Train Bloc      | Birger Widell      | Birger Widell      | Sverige   | 12,00  | dg5     |
| str | 1 | Coalition       | Berndt Lindstedt   | Håkan Wallner      | Sverige   | -      | -       |
| str | 6 | Rikitikitavi    | Gunnar Nordin      | Gunnar Nordin      | Sverige   | -      | -       |

## Kvalheat 2
| P | S | Häst            | Kusk               | Tränare            | Land      | Odds   | Tid    |
| - | - | --------------- | ------------------ | ------------------ | --------- | ------ | ------ |
| 1 | 1 | Fresh Yankee    | Joe O'Brien        | Joe O'Brien        | Kanada    | 2,16   | 1.17,2 |
| 2 | 3 | Halifax Hanover | Gerhard Krüger     | Gerhard Krüger     | Tyskland  | 8,70   | 1.17,3 |
| 3 | 5 | Kentucky Fibber | Knut Lindblom      | Knut Lindblom      | Sverige   | 4,90   | 1.17,7 |
| 4 | 8 | Toscan          | Michel Gougeon     | Michel Gougeon     | Frankrike | 2,90   | 1.17,8 |
| 0 | 9 | Karina Axworthy | Karl-Gösta Fylking | Karl-Gösta Fylking | Sverige   | 129,10 | 1.18,0 |
| 0 | 7 | Be Sweet        | Johannes Frömming  | Johannes Frömming  | Tyskland  | 11,40  | 1.18,2 |
| 0 | 4 | Toréador II     | Birger Widell      | Birger Widell      | Sverige   | 58,10  | 1.18,4 |
| 0 | 2 | Xanthe          | Robert Westergren  | Robert Westergren  | Sverige   | 70,20  | 1.18,7 |
| 0 | 8 | Certus          | Sten Helt          | Sten Helt          | Sverige   | 242,40 | 1.18,8 |

## Finalheat
| P | S | Häst            | Kusk              | Tränare           | Land      | Odds  | Tid     |
| - | - | --------------- | ----------------- | ----------------- | --------- | ----- | ------- |
| 1 | 1 | Fresh Yankee    | Joe O'Brien       | Joe O'Brien       | Kanada    | 2,67  | 1.15,8  |
| 2 | 8 | Tony M.         | Léopold Verroken  | Léopold Verroken  | Frankrike | 62,60 | 1.15,8  |
| 3 | 2 | Kentucky Fibber | Knut Lindblom     | Knut Lindblom     | Sverige   | 26,80 | 1.16,0  |
| 4 | 3 | Eileen Eden     | Johannes Frömming | Johannes Frömming | Italien   | 2,20  | 1.16,0g |
| 0 | 7 | Larengo Hanover | Delvin Miller     | Delvin Miller     | USA       | 15,70 | 1.16,8  |
| 0 | 4 | Halifax Hanover | Gerhard Krüger    | Gerhard Krüger    | Tyskland  | 28,20 | 1.17,0g |
| 0 | 6 | Toscan          | Michel Gougeon    | Michel Gougeon    | Frankrike | 62,60 | 1.17,3g |
| 0 | 5 | Roquépine       | Roger Baudron     | Henri Levesque    | Frankrike | 4,40  | 1.17,9  |